# 2013 GW141
2013 GW141 est un centaure et transneptunien ayant un aphélie supérieur à 1000 UA découvert en 2013, mais repéré sur des photos datant de 2012.